# 三池淵線
三池淵線（サムジヨンせん）は、朝鮮民主主義人民共和国両江道恵山市にある渭淵青年駅と三池淵市にある三池淵モッカ駅を結ぶ鉄道路線である。

## 路線データ
- 路線距離：渭淵青年 - 三池淵モッカ64.0キロメートル（km）（旧線は81.8 km）
- 駅数：7（両端駅を含む）
- 軌間：1435ミリメートル（mm）（旧線は762 mm）
- 電化区間：全線（直流3000V）
- 複線区間：なし

## 概要
1948年に軌間762 mmの路線として開業した。1994年の大洪水により線路が流失したのち、旧線は2005年に撤去された。2017年に標準軌の路線として再開業した。

## 駅一覧
- 駅所在地は全線両江道内。

| 駅名                      | 駅名                    | 駅名                             | 駅間キロ (km) | 累計キロ (km) | 接続路線                   | 所在地   |
| 日本語                    | 朝鮮語                  | 英語                             | 駅間キロ (km) | 累計キロ (km) | 接続路線                   | 所在地   |
| ------------------------- | ----------------------- | -------------------------------- | ------------- | ------------- | -------------------------- | -------- |
| 渭淵青年駅                | 위연청년역              | Wiyŏn Ch'ŏngnyŏn                 | 0.0           | 0.0           | 北朝鮮鉄道省：白頭山青年線 | 恵山市   |
| 樺田駅                    | 화전역                  | Hwajŏn                           |               |               |                            | 普天郡   |
| 普天青年駅 (佳林駅)       | 보천청년역 (가림역)     | Poch'ŏn Ch'ŏngnyŏn (Karim)       |               | 6.2           | 北朝鮮鉄道省：普天線       | 普天郡   |
| 胞胎駅                    | 포태역                  | P'ot'ae                          | 8.2           | 14.4          |                            | 三池淵市 |
| 鯉明水青年駅 (鯉明水駅)   | 리명수청년역 (리명수역) | Rimyŏngsu Ch'ŏngnyŏn (Rimyŏngsu) |               |               |                            | 三池淵市 |
| 三池淵青年駅 (三池淵駅)   | 삼지연청년역 (삼지연역) | Samjiyŏn Ch'ŏngnyŏn (Samjiyŏn)   |               | 59.4          |                            | 三池淵市 |
| 三池淵モッカ駅 (モッカ駅) | 삼지연못가역 (못가역)   | Samjiyŏn Motka (Motka)           | 4.6           | 64.0          |                            | 三池淵市 |

### 廃駅
- 烽燧駅(봉수역) - 樺田駅と佳林駅との間に存在した。廃止当時は両江道普天郡に位置していた。
- 山衛坪駅(산위평역) - 佳林駅と鯉明水駅との間に存在した。廃止当時は両江道普天郡に位置していた。
- クシ水堰駅(구시물동역[4]) - 佳林駅と鯉明水駅との間に存在した。廃止当時は両江道普天郡に位置していた。
- 間三峰駅(간삼봉역) - 佳林駅と鯉明水駅との間に存在した。廃止当時は両江道普天郡に位置していた。
- 農山駅(농산역) - 佳林駅と鯉明水駅との間に存在した。廃止当時は両江道三池淵郡に位置していた。
- 車哥水駅(차가수역) - 佳林駅と鯉明水駅との間に存在した。廃止当時は両江道三池淵郡に位置していた。
- 独山駅(독산역) - 佳林駅と鯉明水駅との間に存在した。廃止当時は両江道三池淵郡に位置していた。
- 三浦駅(삼포역) - 佳林駅と鯉明水駅との間に存在した。廃止当時は両江道三池淵郡に位置していた。
- 陽水駅(양수역) - 佳林駅と鯉明水駅との間に存在した。廃止当時は両江道三池淵郡に位置していた。
- 乾昌駅(건창역) - 鯉明水駅と三池淵駅との間に存在した。廃止当時は両江道三池淵郡に位置していた。
- ペゲ峰駅(베개봉역) - 鯉明水駅と三池淵駅との間に存在した。廃止当時は両江道三池淵郡に位置していた。

## 参考資料
- 国分隼人（2007年）. 『将軍様の鉄道 北朝鮮鉄道事情』, 新潮社. ISBN 9784103037316